# Sigoulès
Sigoulès (okzitanisch Lo Sigolés) ist eine Ortschaft und eine ehemalige französische Gemeinde mit 900 Einwohnern (Stand 1. Januar 2017) im Département Dordogne in der Region Nouvelle-Aquitaine (vor 2016 Aquitanien). Sie gehörte zum Arrondissement Bergerac und zum Kanton Sud-Bergeracois. Die Gemeinde bestand aus dem Hauptort sowie mehreren Weilern (hameaux) und Einzelgehöften (fermes).
Der Erlass vom 15. November 2018 legte mit Wirkung zum 1. Januar 2019 die Eingliederung von Sigoulès als Commune déléguée zusammen mit der früheren Gemeinde Flaugeac zur Commune nouvelle Sigoulès-et-Flaugeac fest. Der Verwaltungssitz befindet sich in Sigoulès.
Der Name in der okzitanischen Sprache lautet Lo Sigoles und bedeutet „Roggenerde“.
Die Einwohner werden Sigoulésiens und Sigoulésiennes genannt.

## Lage und Klima
Der Ort liegt im Bergeracois im Südwesten des Périgord, etwa 15 km südwestlich von Bergerac in dessen Einzugsbereich (Aire urbaine) in einer Höhe von ca. 90 m. Das Klima ist gemäßigt; Regen (ca. 850 mm/Jahr) fällt übers Jahr verteilt.
Umgeben wird Sigoulès von fünf Nachbargemeinden und einer delegierten Gemeinde:
| Cunèges | Pomport                                     |                             |
| Thénac  | Kompassrose, die auf Nachbargemeinden zeigt | Flaugeac (Commune déléguée) |
|         | Saint-Julien-Innocence-Eulalie              | Mescoules                   |

## Geschichte
Im Hundertjährigen Krieg (1337–1453) war die Region zwischen Engländern und Franzosen umkämpft; auf diesem Hintergrund ist der wehrhafte Charakter der Kirchen zu verstehen. In der zweiten Hälfte des 16. Jahrhunderts schloss sich das Bergeracois dem Protestantismus an; der Ort und seine Umgebung wurden so in die sich über Jahrzehnte hinziehenden Hugenottenkriege (1562–1598) im Périgord verwickelt.

## Bevölkerungsentwicklung
Der kontinuierliche Bevölkerungsrückgang seit der zweiten Hälfte des 19. Jahrhunderts ist im Wesentlichen auf die Reblauskrise im Weinbau sowie auf die Mechanisierung der Landwirtschaft und die Schließung von bäuerlichen Kleinbetrieben zurückzuführen. Der erneute Bevölkerungsanstieg zu Beginn des 21. Jahrhunderts ist auf die relative Nähe zur Stadt Bergerac zurückzuführen.
| Jahr      | 1962 | 1968 | 1975 | 1982 | 1990 | 1999 | 2006 | 2011 | 2017 |
| --------- | ---- | ---- | ---- | ---- | ---- | ---- | ---- | ---- | ---- |
| Einwohner | 571  | 616  | 600  | 574  | 603  | 694  | 789  | 872  | 900  |

## Sehenswürdigkeiten
- Die einschiffige Kirche Saint-Jacques-le-Majeur wurde im ausgehenden 12. oder frühen 13. Jahrhundert erbaut und ist dem Apostel Jakobus d.Ä. geweiht. Ihre eher schmucklose Westfassade wird von einem massiven Glockengiebel (clocher mur) dominiert; das gotische Portal und die beiden über Eck gestellten Strebepfeiler stammen aus dem 15. Jahrhundert – ebenso wie die großen Spitzbogenfenster im Innern. Die Holzdecke über dem Kirchenschiff wurde im Jahr 1960 erneuert.
- Die Kirche Saint-Michel im Weiler Lestignac mit ihrem ebenfalls rechteckigen Glockengiebel entstand im 13. Jahrhundert; zur Zeit ihrer Erbauung gehörte sie zum Einflussbereich des Erzpriesters von Flaugeac. Im 15. Jahrhundert wurde ein neues Portal im spätgotischen Flamboyant-Stil eingebaut; im 19. Jahrhundert wurde die Apsis verkleinert um eine Sakristei zu schaffen. Der Kirchenbau ist umgeben vom örtlichen Friedhof; das Ensemble ist seit dem Jahr 1988 als Monument historique anerkannt.[6]

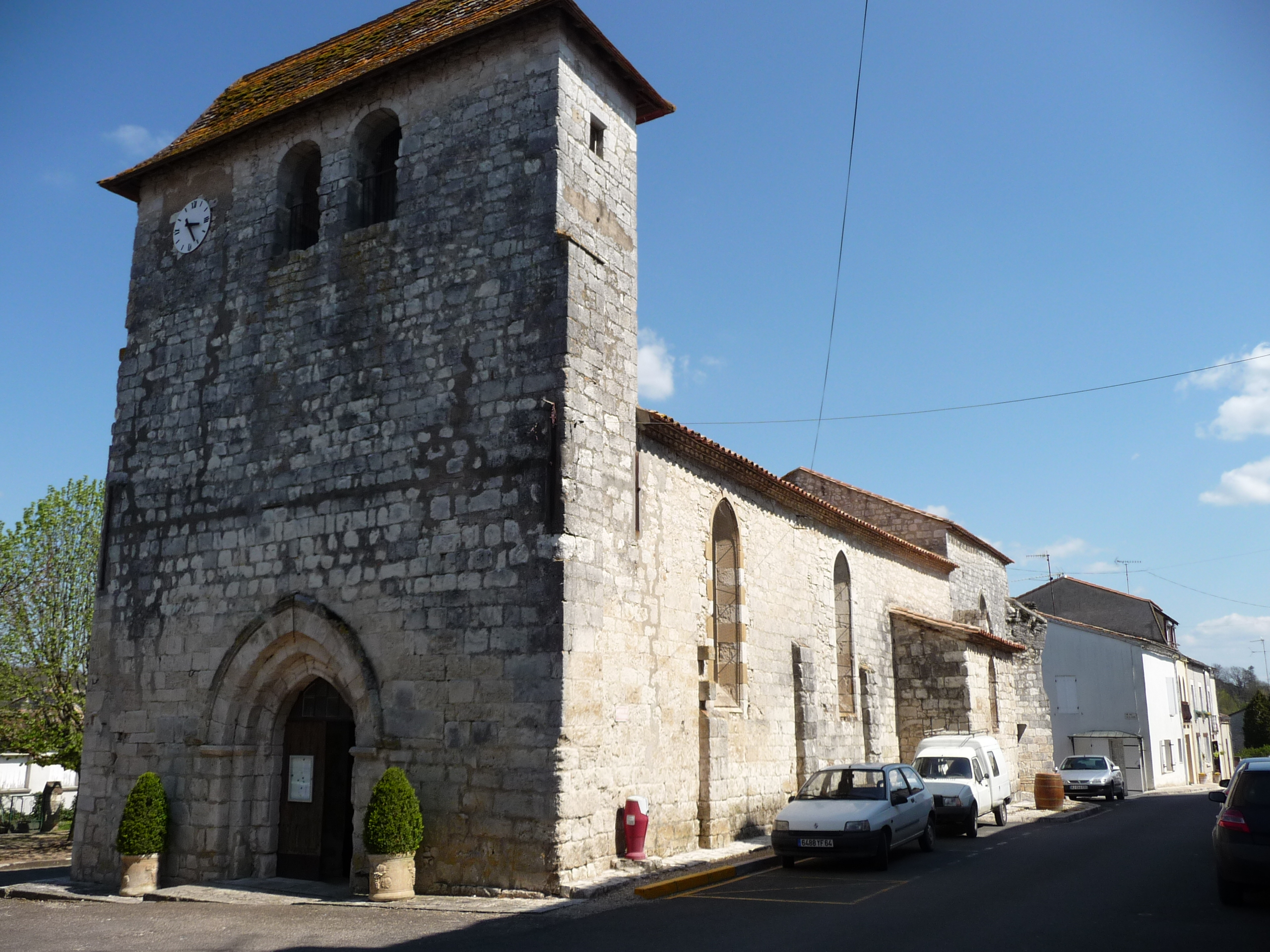
Kirche Saint-Jacques-le-Majeur
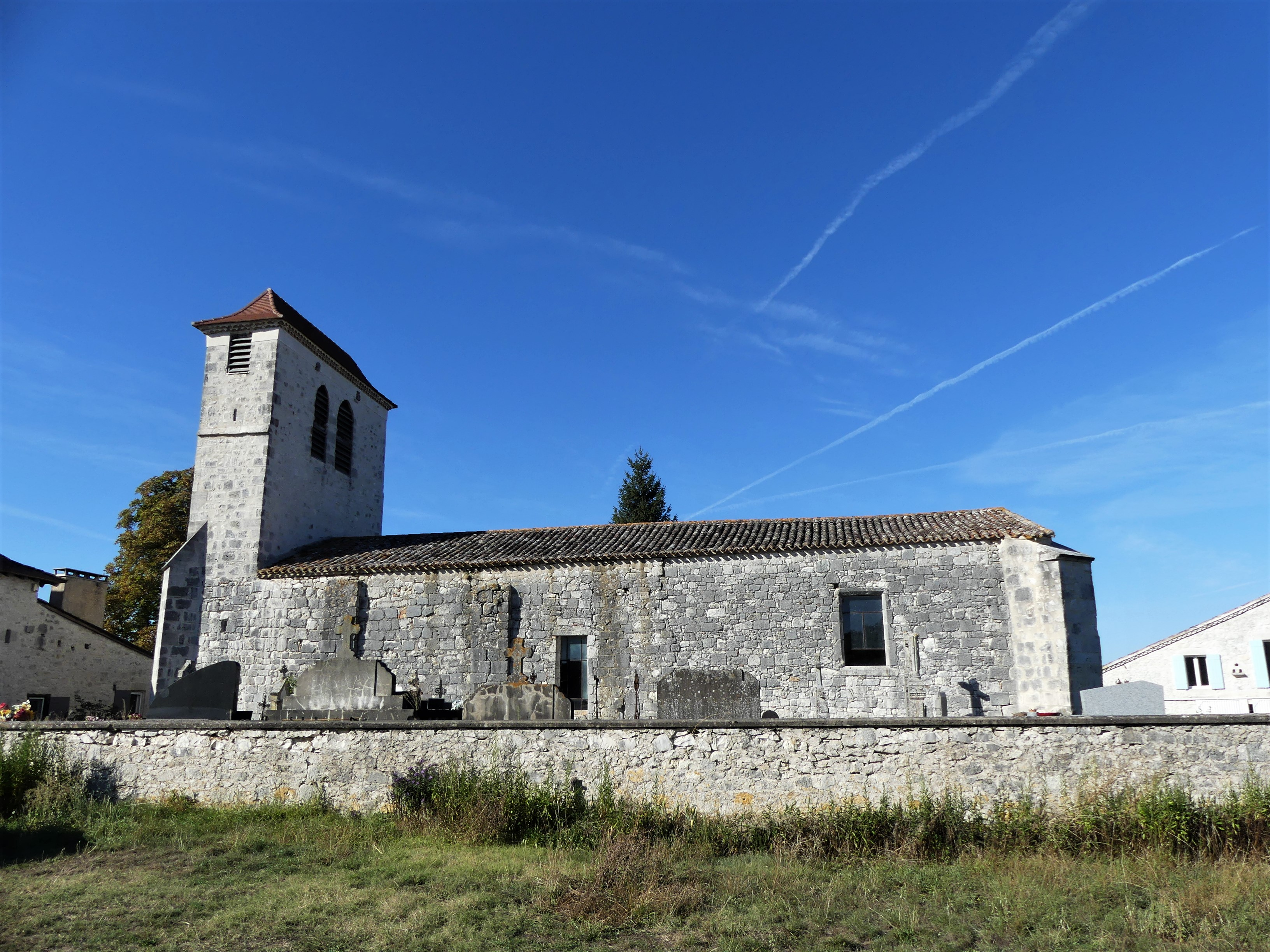
Kirche Saint-Michel